# Obersturmbannführer

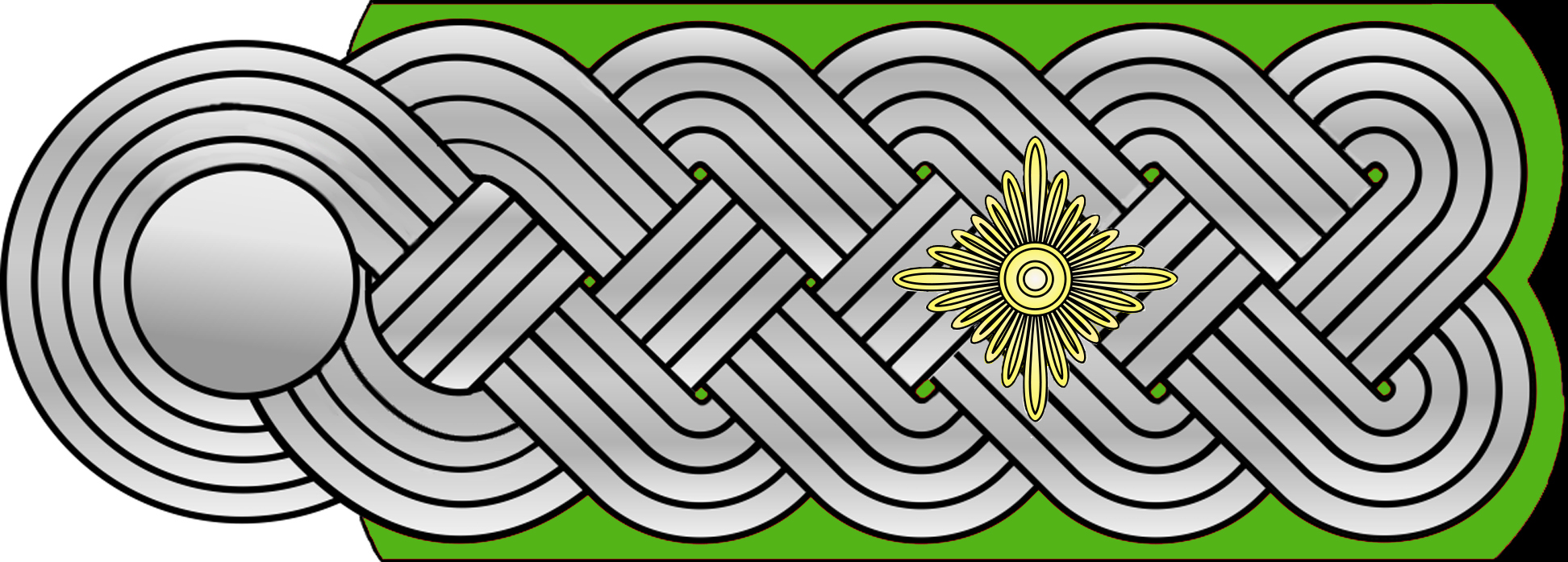
Galón de SS-Obersturmbannführer.

Emblema de cuello de un obersturmbannführer de las SS.

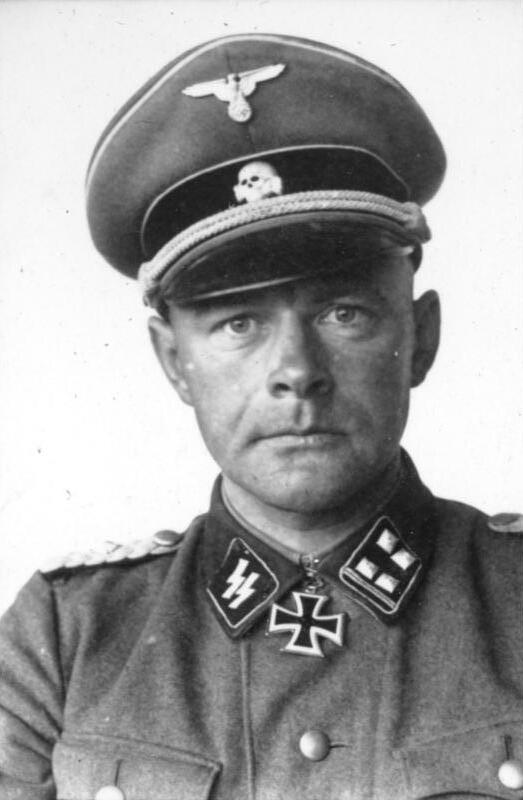
Werner Ostendorff con el emblema de cuello de un obersturmbannführer de las SS.

Obersturmbannführer fue un grado militar de la Alemania nazi que se utilizó en las SA y en las SS. Fue creado en mayo de 1933 para satisfacer la necesidad de un grado militar de rango superior al de sturmbannführer mientras que las SA se ampliaban. Llegó a ser un rango de las SS al mismo tiempo. Se puede traducir como “jefe superior de unidad de asalto”. El grado de obersturmbannführer era menor al de standartenführer y era el equivalente a oberstleutnant (teniente coronel) del Heer (Ejército alemán).

## Obersturmbannführer conocidos
Entre los obersturmbannführer más conocidos estaban Rudolf Höss y Adolf Eichmann. Höss era comandante del campo de concentración de Auschwitz, mientras que Eichmann era el principal artífice de la escenificación de la política nazi sobre la llamada solución final (endlösung) en la cual Auschwitz vino a desempeñar un papel tan importante. Eichmann ascendió a obersturmbannführer en 1940 y fue nombrado como tal minutos antes de la conferencia de Wannsee donde comenzó la endlösung. Durante el juicio de Eichmann por sus crímenes de guerra, en 1962, el "caza-nazis" Gideon Hausner llamó la atención sobre la importancia y la responsabilidad del rango de obersturmbannführer de Eichmann cuando, en respuesta a la proclama de este de que él era simplemente un oficinista que obedecía órdenes, Hausner le preguntó: “¿Usted era un obersturmbannführer o una secretaria?”. En Eichmann en Jerusalén, Hannah Arendt expone que el grado de obersturmbannführer era un grado de importancia, precisando que Eichmann soñaba” con su ascenso a standartenführer. Arendt también precisa que "(...) a la gente como Eichmann, que había ascendido de rango, nunca le fue permitido avanzar más allá de un teniente coronel (es decir, el grado de obersturmbannführer), excepto en el frente".

## Insignia
Las insignias para el obersturmbannführer eran cuatro cuentas de plata y una línea, centrada en el cuello izquierdo de un uniforme de SS o SA. El rango también se exhibía en el hombro del Heer y era uno de los más altos rango de SS o SA a exhibir dentro de la categoría de oficiales jefes.
- Datos: Q161102
- Multimedia: SS-Obersturmbannführer / Q161102